# Pattonsburg (Misuri)
Pattonsburg es una ciudad ubicada en el condado de Daviess en el estado estadounidense de Misuri. En el Censo de 2020 tenía una población de 345 habitantes y una densidad poblacional de 219,69 personas por km².

## Geografía
Pattonsburg se encuentra ubicada en las coordenadas 40°4′18″N 94°6′24″O / 40.07167, -94.10667. Según la Oficina del Censo de los Estados Unidos, Pattonsburg tiene una superficie total de 1.57 km², de la cual 1.57 km² corresponden a tierra firme y (0.33%) 0.01 km² es agua.

## Demografía
Según el censo de 2010, había 348 personas residiendo en Pattonsburg. La densidad de población era de 220,99 hab./km². De los 348 habitantes, Pattonsburg estaba compuesto por el 95.11% blancos, el 2.59% eran afroamericanos, el 1.44% eran amerindios, el 0% eran asiáticos, el 0% eran isleños del Pacífico, el 0% eran de otras razas y el 0.86% pertenecían a dos o más razas. Del total de la población el 2.87% eran hispanos o latinos de cualquier raza.